# Club Voleibol Emevé
Club Voleibol Emevé est un club espagnol de volley-ball fondé en 1981 et basé à Lugo qui évolue pour la saison 2014-2015 en Superliga Femenina.

## Effectifs

### Saison 2014-2015
Entraîneur :  José Valle Pico